# Adžamovci
Adžamovci is een plaats in de gemeente Rešetari in de Kroatische provincie Brod-Posavina. De plaats telt 628 inwoners (2001).